# Gasen
Gasen è un comune austriaco di 920 abitanti nel distretto di Weiz, in Stiria.